# Superman vs. the Amazing Spider-Man
O Super-Homem e o Homem-Aranha são dois dos mais famosos personagens de  história em quadrinhos, presentes no "universo" das revistas publicadas pela DC Comics e Marvel Comics, respectivamente. A união dos dois heróis reúne também as empresas rivais em 1976, quando do lançamento do primeiro crossover de super-heróis. Essas histórias tratam os personagens como se eles vivessem no mesmo universo, não sendo considerada a cronologia oficial de cada um dos heróis.

## Autores
Nos primórdios dos anos de 1970 o autor e agente literário David Obst sugeriu ao editor da  Marvel Stan Lee e ao diretor da DC Carmine Infantino, realizar um filme que reunisse  os dois maiores super-heróis de quadrinhos das respectivas editoras, Homem-Aranha e Superman.  Não sendo possível a produção cinematográfica, as editoras resolveram desenvolver o projeto de uma revista em quadrinhos com uma história com os dois personagens: Superman vs. the Amazing Spider-Man: The Battle of the Century. (Super-Homem e Homem-Aranha: A batalha do século). A revista foi publicada em 1976. Além dos protagonistas, aparecerem como coadjuvantes Mary Jane Watson e Lois Lane, J. Jonah Jameson e Morgan Edge. Como vilões foram escolhidos Doutor Octopus e Lex Luthor. Foi a segunda vez que duas editoras americanas publicaram uma revista desse tipo: a primeira ocorreu em 1975: ''MGM's Marvelous Wizard of Oz''.
O escritor da aventura foi Gerry Conway e os desenhos foram de  Ross Andru. Ambos os autores haviam trabalhado individualmente tanto com o Superman como com o Homem-Aranha, antes de participarem desse projeto. A edição foi feita por uma variedade de artistas, incluindo Sol Harrison, Stan Lee, Carmine Infantino, Marv Wolfman, Len Wein, Roy Thomas e outros. De acordo com Daniel Best (baseado em entrevistas com Marv Wolfman, Len Wein, Carmine Infantino, Mark Evanier, Neal Adams e John Romita), Neal Adams finalizou a arte de Superman e John Romita fez o mesmo com o Homem-Aranha (e com Peter Parker).

## Enredo dos Crossovers
O primeiro encontro entre os dois ícones nos quadrinhos aconteceu na revista "Super-Homem contra Homem-Aranha" (no Brasil, também editada como Super-Homem vs. Homem-Aranha e Super-Homem contra o Incrível Homem-Aranha), lançado comercialmente em 1976. 
Nele, Lex Luthor, maior inimigo do Super-Homem, e Doutor Octopus, um dos maiores inimigos do Homem-Aranha, se unem com a finalidade de destruir o planeta. Para tanto, os dois decidem utilizar um raio desintegrador, roubado do quartel-general da Liga da Justiça. Em meio ao plano, os dois seqüestram as futuras esposas do Super-Homem e Homem-Aranha, Lois Lane e Mary Jane Watson. Graças às maquinações dos vilões, os heróis se enfrentam, mas, ao perceber quem eram os reais inimigos, se unem, resgatando suas garotas e salvando o mundo.
Cinco anos mais tarde, foi lançada a seqüência intitulada "Super-Homem e Homem-Aranha", com participações especiais do Hulk e da Mulher-Maravilha. Na ocasião, os vilões foram o Dr. Destino e o Parasita.